# Brooklyn (Wisconsin)
Brooklyn è un villaggio degli Stati Uniti d'America, situato in Wisconsin, diviso tra la contea di Dane e la contea di Green.